# Kaiseregg
Die Kaiseregg (eigentlich historisch Geisser-Egg) ist ein 2185 m ü. M. hoher Berg im schweizerischen Kanton Freiburg. Sie gehört zu den Freiburger Voralpen und liegt auf dem Gemeindegebiet von Plaffeien (Sensebezirk) südöstlich des Ortsteils Schwarzsee. Wenig westlich des Gipfels verläuft die Bezirksgrenze zum Greyerzbezirk (Gemeinde Jaun), wenig östlich die Kantonsgrenze zum Kanton Bern (Gemeinde Boltigen).

## Geographie
Die Kaiseregg ist nach dem Schafberg (2239 m) der zweithöchste Berg der nordöstlichsten Gebirgsgruppe der Freiburger Voralpen, die die Hochalpe um die Walopseen weitgehend umschliesst. Die Hochalpe besitzt nur im Südosten, südlich des Vorderen Walopsees, einen schmalen und abflusslosen Talausgang auf ungefähr 1650 m Höhe. Die Gebirgsgruppe ist im Nordosten durch den Chänelpass (1791 m) von den Berner Voralpen abgetrennt, im Südosten durch das Sumpfgebiet Moos in gut 1600 m Höhe vom Bäderhore (2009 m; Schartenhöhe ca. 405 m) und im Westen durch den Euschelspass (1567 m) vom Massiv um Schopfenspitz (Gros Brun; 2104 m), Chörblispitz (2103 m) und Vanil d’Arpille (Maischüpfenspitz; 2085 m).
Der Südwestgrat der Kaiseregg zieht über den Kaisereggpass (2072 m) und einen relativ unscheinbaren Nebengipfel (2104 m) zur tiefsten Einsattelung zwischen Kaiseregg und Schafberg auf ungefähr 1995 m. Dann wendet sich der nun wieder ansteigende Bergkamm über die Kuppen Pt. 2094 m und Pt. 2099 m in einer weiten Kurve nach Osten und erreicht seine höchsten Punkte in den vier Gipfeln des Schafbergs über 2200 m (2212 m; 2223 m; 2239 m; Rotechaste 2217 m). Der Nordostgrat der Kaiseregg fällt steil zur Scharte zum Stieregrat auf ungefähr 2025 m ab, wendet sich dann nach Osten und verläuft über die Hasensprungspitzen (2074 m; 2084 m) zum höchsten Punkt des Stieregrats (2160 m; Schartenhöhe ca. 135 m). Nach Norden zieht die Kaiseregg gleichmässig zum Pass an der Alpwirtschaft Salzmatt (1635 m) hinunter. Weiter nördlich sind noch drei Berge mit Mittelgebirgscharakter vorgelagert: die Hohmattli (1794 m; Schartenhöhe 159 m), der Ättenberg (1615 m; Schartenhöhe 147 m) und der Spitzenbüel (1557 m; Schartenhöhe ca. 90 m).

## Tourismus
Der westlich der Kaiseregg gelegene Schwarzsee (Lac Noir, 1045 m) bildet häufig den Startpunkt einer Wanderung auf diesen Berg. Die ersten 400 Höhenmeter können auch mit der Sesselbahn Riggisalp eingespart werden. Sie gehört zu den Kaisereggbahnen, die die Nordwestflanke des Berges im Winter mit einer Sesselbahn und Skipisten erschliessen. Der erste Skilift auf die Kaiseregg stammt aus dem Jahr 1956, der zweite rechts vom ersten folgte 7 Jahre später. Im Sommer 2011 wurden die beiden Skilifte durch eine kuppelbare 4er-Sesselbahn ersetzt.

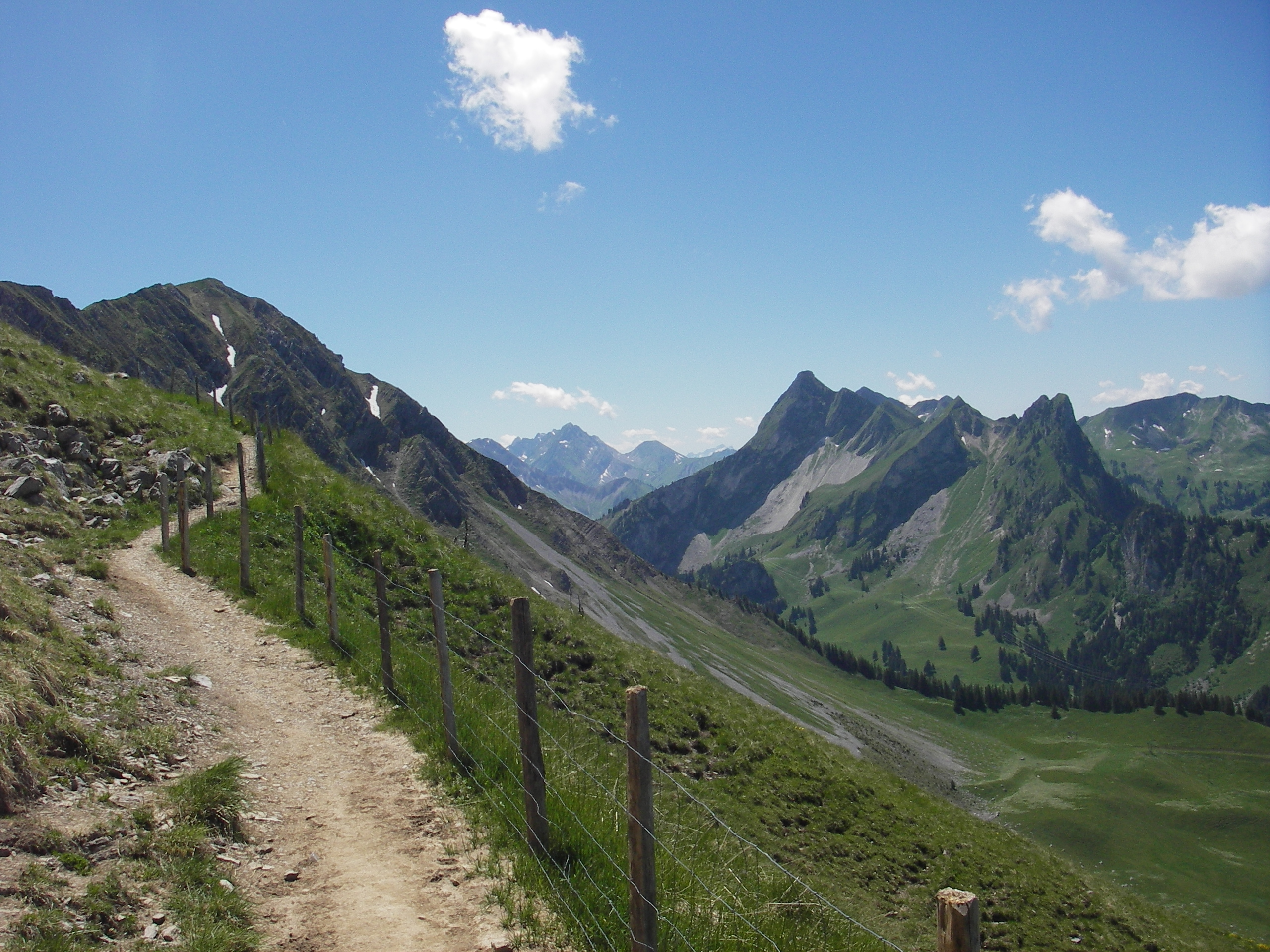
Weg auf die Kaiseregg. Im Mittelgrund rechts der Mitte der Turm der Chörblispitz, weiter rechts der Doppelgipfel der Spitzflue
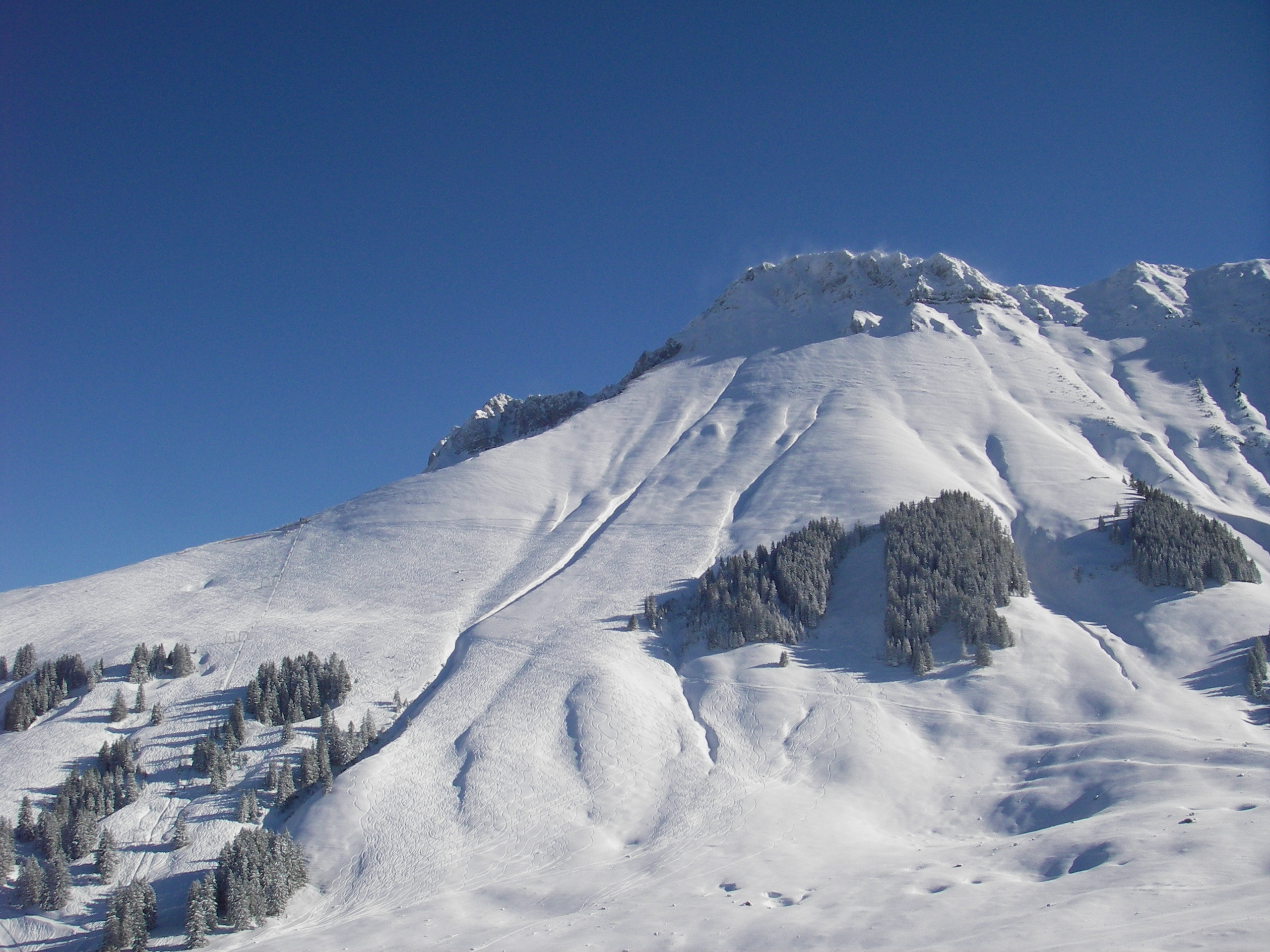
Kaiseregg im Winter, noch mit den zwei alten Schleppliften (sie wurden im Sommer 2011 durch eine Sesselbahn ersetzt)
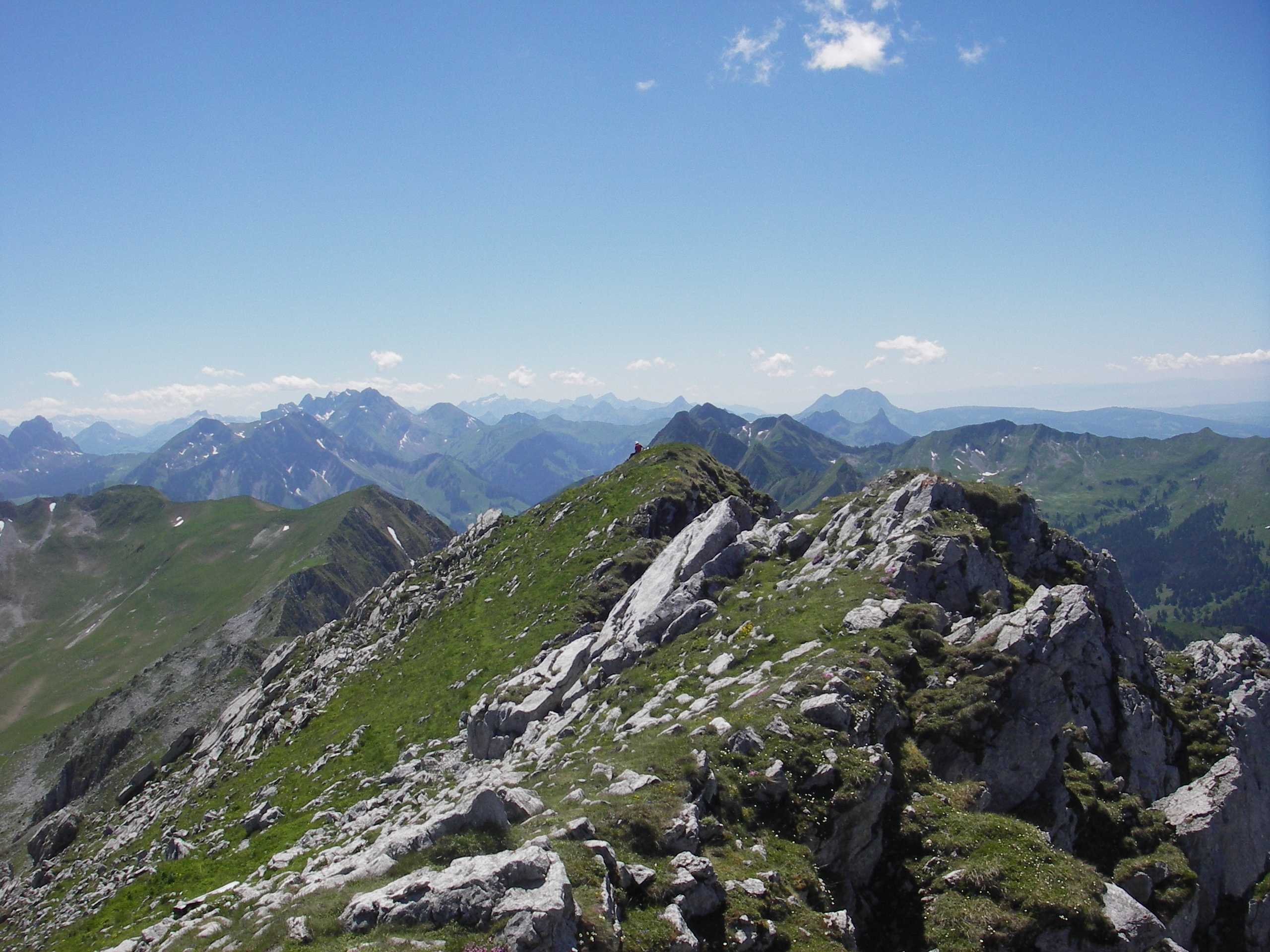
Aussicht in Richtung Südwesten. Im Hintergrund links die Berggruppe um den Vanil Noir, rechts der Moléson
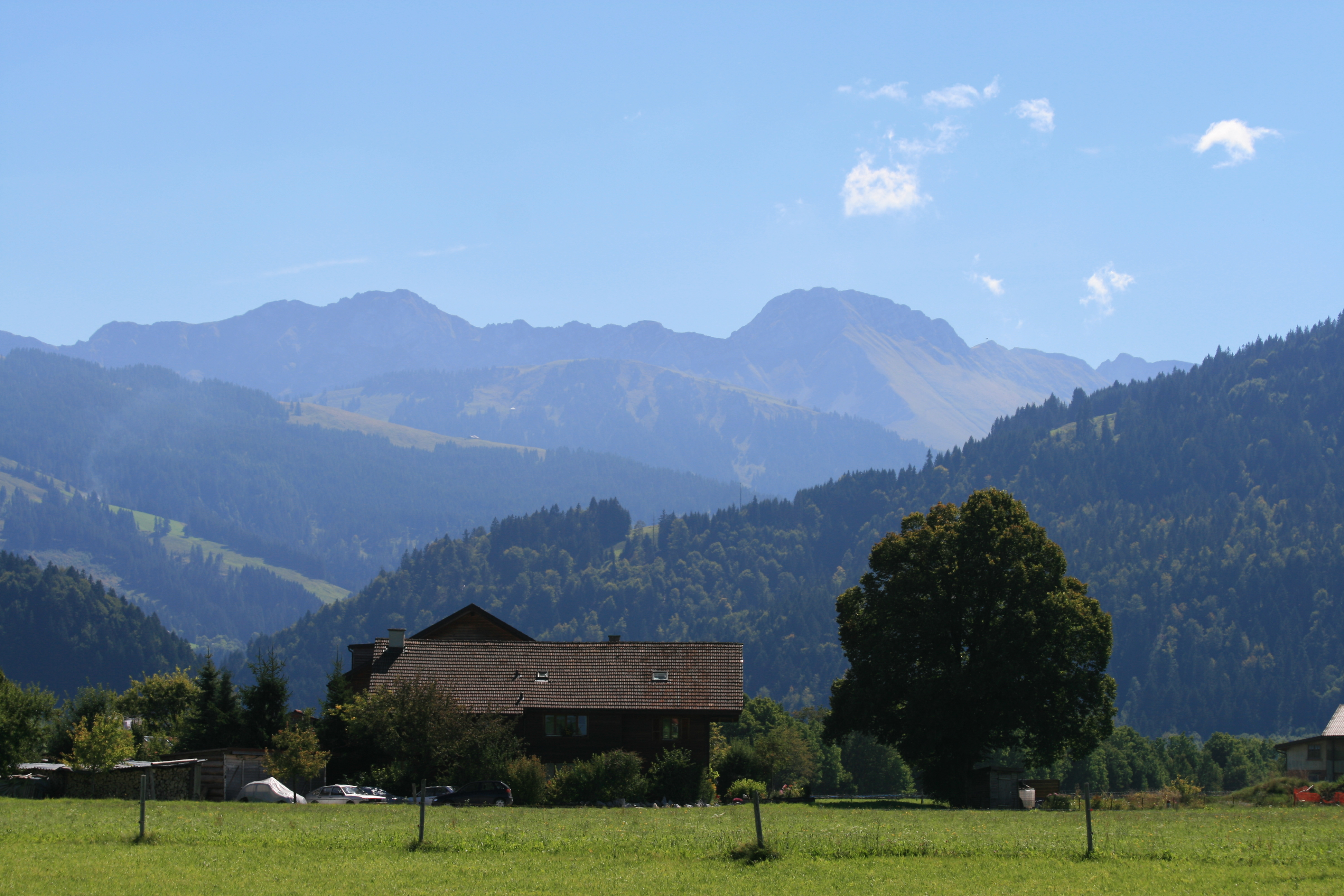
Stieregrat (links) und Kaiseregg (rechts) von Norden. Dazwischen liegen die niedrigeren Hasensprungspitzen